# 분꽃
분꽃은 분꽃과의 여러해살이풀로서 학명은 Mirabilis jalapa이다.

## 특징
뿌리는 검은색의 덩이뿌리 모양이며, 줄기는 녹색으로 마디가 있고, 높이는 60-100cm 가량으로 여러 갈래로 나뉘어 있다. 잎은 마주나는데 달걀 모양이며 끝이 뾰족하다. 여름에서 가을에 걸쳐 나팔꽃 모양의 흰색·적색·황색 꽃이 해질 무렵부터 아침까지 핀다. 수술은 5개가 있고, 열매는 둥글며 검은색으로 익는데, 안에는 흰가루가 들어 있다. 꽃 향기가 좋다. 씨앗은 둥글며 얇은 흰색 껍질에 싸여 있고, 검게 익는다.

## 명칭
분꽃이라는 이름은 씨앗의 배젖이 분가루 같다는 데서 유래한 것이다.

## 쓰임새
남아메리카가 원산지이며 한국에서는 관상용으로 많이 기르고 있다. 꽃에서는 명반을 매염제로 하여 남색에 가까운 색깔의 염료를 뽑을 수 있다. 씨는 가루를 내어 얼굴에 바르는 분으로 이용하기도 했다. 또한 뿌리에는 이수·해열·활혈·소종의 효능이 있어, 한방에서는 자말리근이라고 부르며 소변불리·수종·관절염·대하 등의 치료제로 사용한다.

## 참고 문헌
- 이 문서에는 다음커뮤니케이션(현 카카오)에서 GFDL 또는 CC-SA 라이선스로 배포한 글로벌 세계대백과사전의 내용을 기초로 작성된 글이 포함되어 있습니다.